# 제도 (사회)

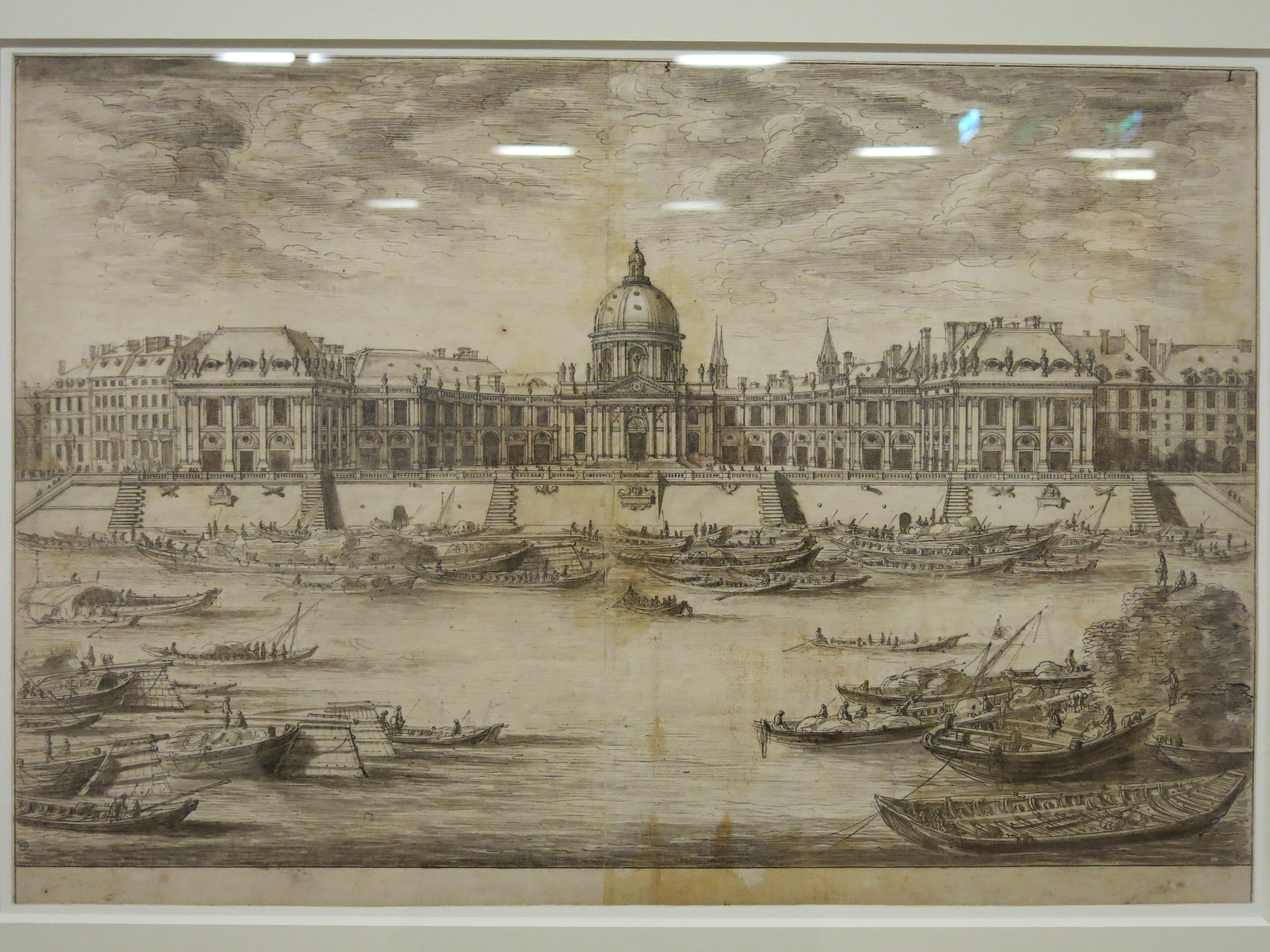

제도(制度)는 관습이나 도덕, 법률 따위의 규범이나 사회 구조의 체계이며, 제도 가운데 그 사회에서 실제로 받아들여지거나 지지를 받는 제도를 사회 제도라고 부른다.

## 사회제도
사회제도란 사회적 행동을 일정한 방향으로 이끌어 주는 조직화된 관행과 절차이며 인간이 사회적으로 살아가는 데 필요한 기본적 틀로서, 모든 사회에 공통된 것이다. 또한 사회의 목표를 달성하기 위해 개인의 활동을 조직하고, 미래 세대를 양육하는데 필수적인 기능을 담당한다.

## 봉건적 유제
자본주의사회 속에 봉건제사회의 제도적·관습적 특질이 잔존되어 있는 사회가 다음 단계로 발전할 때, 경제적 기초구조로서의 하부구조의 변화에 따라서 상부구조도 변화해가는데 모든 것이 동시에 완전히 변화해 버리는 경우는 없다. 사회구조로서는 자본주의나 봉건적 가족제도가 보존되어 있거나 미해방부락이 존재하고 있거나 하는 것이 그 예이다. 또 사회가 반동화한 경우 유제가 다만 유제로만 머물지 않고 반동세력의 거점으로서 그것이 재편성된다.

## 같이 보기
- 토대와 상부구조
- 문화 재생산
- 인스티튜트
- 제도경제학
- 국가